# Cabo Lopes

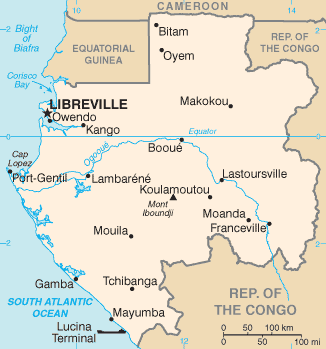
Mapa do Gabão

O Cabo Lopes (em francês: cap Lopez) é um cabo (e uma península) na costa da África Central, no Gabão. Separa o Golfo da Guiné do Oceano Atlântico Sul. Fica no delta do Rio Ogoué, e abriga o porto de Port-Gentil.
Seu nome é uma homenagem ao navegador português Lopo Gonçalves, que o descobriu em 1473 e lhe deu o nome cabo Lopes Gonçalves.